# 女学生 (ワルトトイフェル)

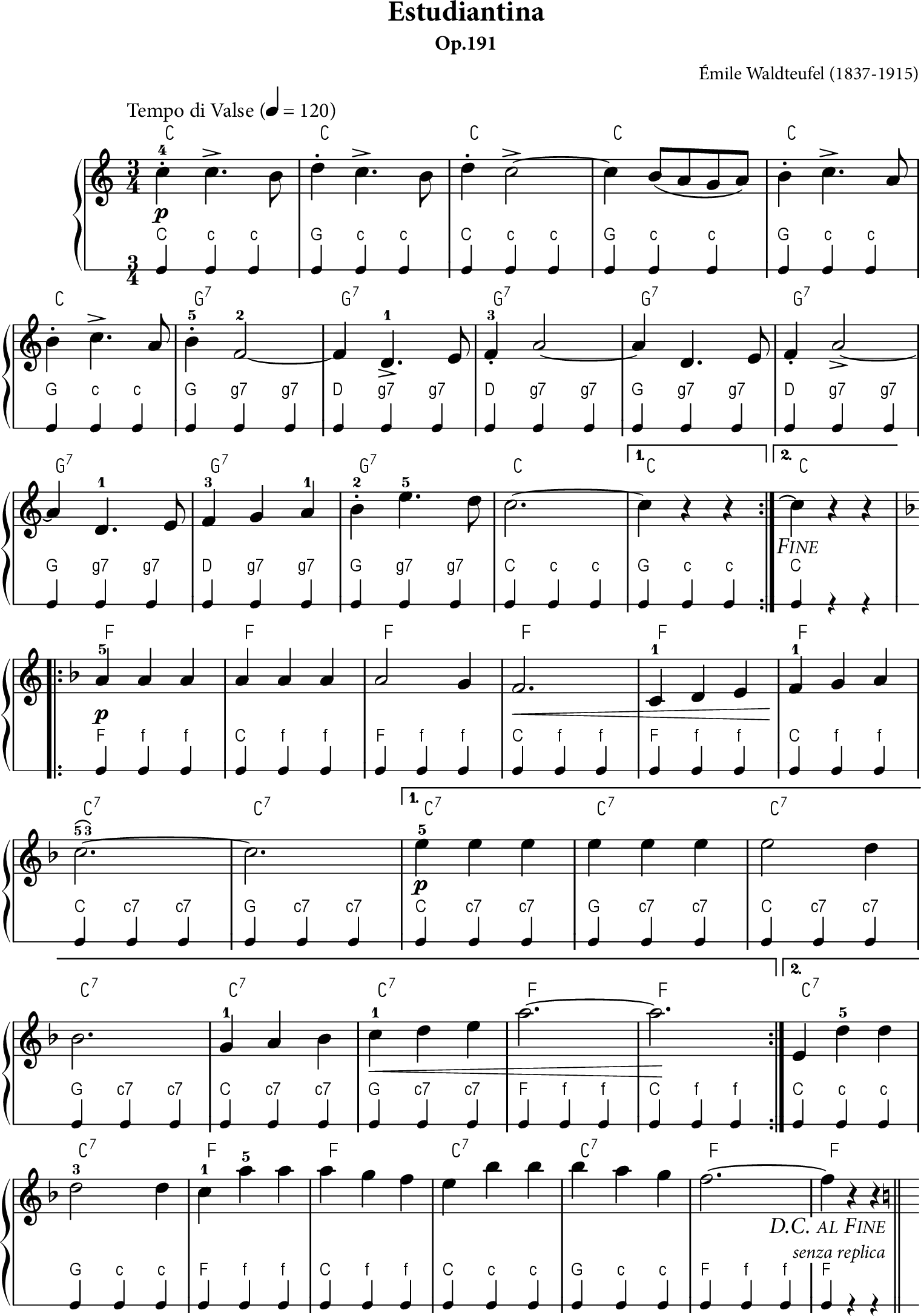

ワルツ『女学生』（スペイン語: Estudiantina waltz、英語: Band of Students Waltz）作品191は、エミール・ワルトトイフェルの作曲（編曲）したワルツ。

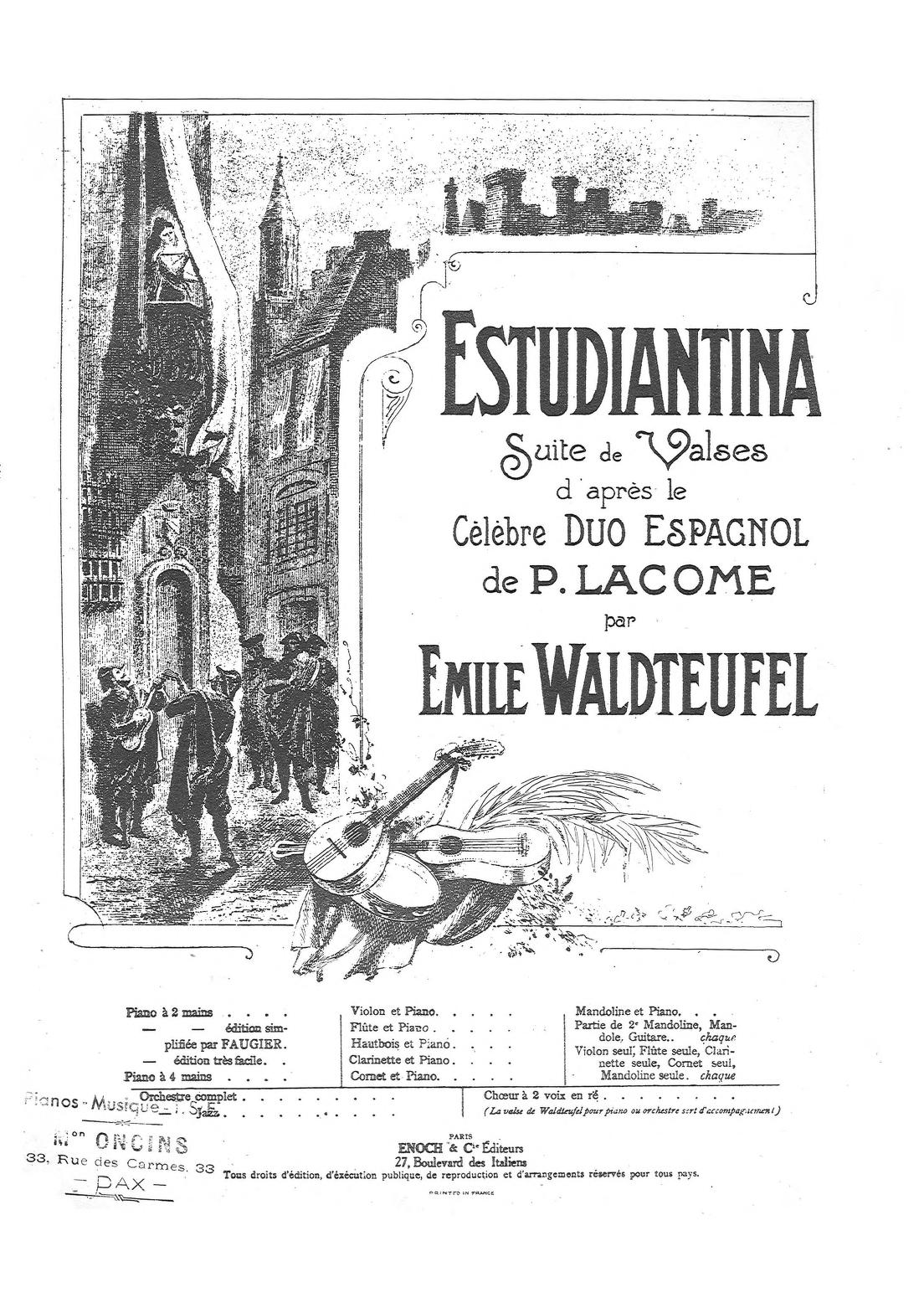
初版楽譜の表紙

広く使われている訳題「女学生」は、原題の"Estudiantina"（学生の楽隊の意）を、両性同形名詞"estudiante"（学生）の女性形と誤ったものと考えられる。

## 概要
ポール・ラコームの作曲した同名の重唱曲やスペインの俗謡を素材として、1883年に作曲された。当初四手ピアノのために書かれ、その後現在親しまれる管弦楽版が作られた。『スケーターズ・ワルツ』などと並ぶワルトトイフェルの代表作の一つである。

## 楽曲
テンポ・ディ・ヴァルス、ニ長調、3/4拍子。カスタネットが印象的に用いられる。
ワルトトイフェルの他の作品やヨハン・シュトラウス2世の作品の大部分と同様に、複数のワルツがポプリ形式で連なっていく。各部分は三部形式をなしている。ワルトトイフェルが多くの作品で用いた大規模な序奏とは異なり、主題の動機を用いた短い前奏で始まる。
序奏
- "Estudiantina"（ルフラン）

ラコームの旋律を用いた部分。トゥッティで奏され、軽やかな後半を挟んで冒頭が再現される。
- "Estudiantina"（クプレ） - 「秋の歌」（"Chanson d'Automme"）

ト長調となり、トランペットの独奏が旋律を奏する。活動的な部分が中間部を形成する。
- 「ホタ」（"Jota de la Estudiantina"） - "Tirana"

ニ長調。華やかなパッセージで始まる。中間部はロ短調となり、強いスペイン情緒を醸し出す。
- 「カディスの港」（"De Cadiz al Puerto"） - 「トリピーリ」（"El Tripili"）

ト長調。穏やかな旋律が奏され、後半は活動的となる。
その後、ニ長調で"Estudiantina"（ルフラン‐クプレ）が再現され、華やかなコーダで終わる。